# Perissandria boursini
Perissandria boursini är en fjärilsart som beskrevs av Felix Bryk 1942. Perissandria boursini ingår i släktet Perissandria och familjen nattflyn. Inga underarter finns listade i Catalogue of Life.